# Bunte Steine
Bunte Steine ist der Name von sechs Erzählungen Adalbert Stifters, die 1853 in zwei Bänden bei Gustav Heckenast in Pest erschienen. Der Untertitel lautet: Ein Festgeschenk.

## Inhalt
Der erste Band enthält Stifters bekannte programmatische Vorrede über das „sanfte Gesetz“, danach eine Einleitung und die ersten drei Erzählungen: Granit, Kalkstein und Turmalin. Der zweite Band enthält die Erzählungen Bergkristall, Katzensilber und Bergmilch. Stifter bezeichnet Bunte Steine zwar als „Spielereien für junge Herzen“, aber entgegen den kindlichen Hauptfiguren in Bergkristall und Granit ist es kein Kinder-, sondern eher ein Jugendbuch. Geplant war wohl zuerst eine umfangreiche Buchreihe, denn am Ende der Einleitung heißt es: „Weil es unermeßlich viele Steine gibt, so kann ich gar nicht voraus sagen, wie groß diese Sammlung werden wird.“

### Die Vorrede
Die bekannte Vorrede ist eine Antwort auf Friedrich Hebbels Spott, die „neuen Naturdichter“ könnten bloß deshalb so gut über Käfer und Butterblumen schreiben, weil ihnen der Sinn für den Menschen und die große Natur fehle.
Stifter schreibt unter anderem:
„Das Wehen der Luft das Rieseln des Wassers das Wachsen der Getreide das Wogen des Meeres das Grünen der Erde das Glänzen des Himmels das Schimmern der Gestirne halte ich für groß: das prächtig einherziehende Gewitter, den Bliz, welcher Häuser spaltet, den Sturm, der die Brandung treibt, den feuerspeienden Berg, das Erdbeben, welches Länder verschüttet, halte ich nicht für größer als obige Erscheinungen, ja ich halte sie für kleiner, weil sie nur Wirkungen viel höherer Geseze sind. Sie kommen auf einzelnen Stellen vor, und sind die Ergebnisse einseitiger Ursachen. Die Kraft, welche die Milch im Töpfchen der armen Frau empor schwellen und übergehen macht, ist es auch, die die Lava in dem feuerspeienden Berge empor treibt, und auf den Flächen der Berge hinab gleiten läßt.“

## Journalfassungen

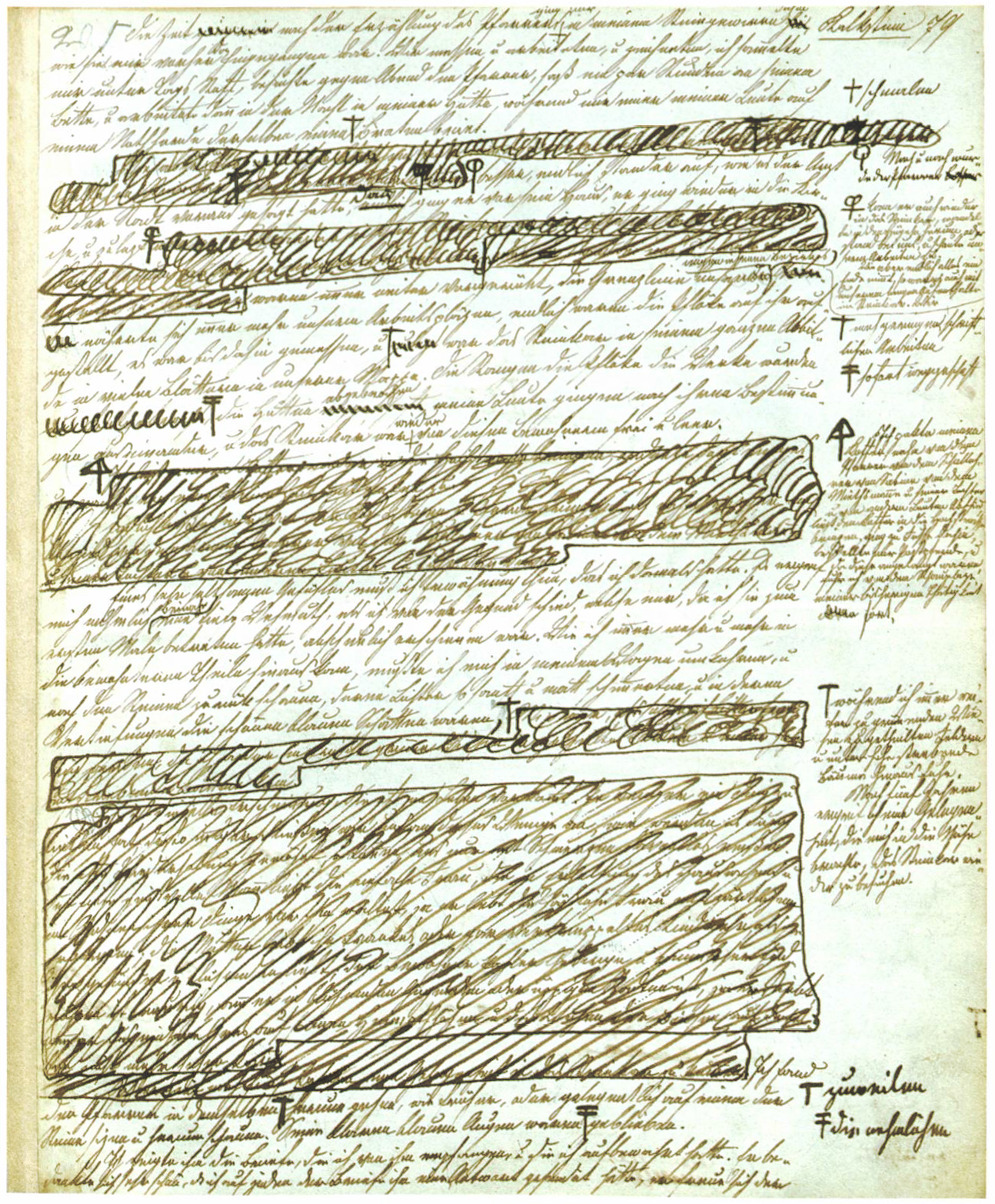
Manuskriptseite aus Kalkstein

Von fünf der sechs Erzählungen existieren frühere Fassungen:
- Granit 1848 als Die Pechbrenner (Vergißmeinnicht. Taschenbuch für 1849)
- Kalkstein 1847 als Der arme Wohlthäter (Austria. Österreichischer Universal-Kalender für das Schaltjahr 1848)
- Turmalin 1851 als Der Pförtner im Herrenhause (Libussa. Jahrbuch für 1852)
- Bergkristall 1845 als Der heilige Abend (Die Gegenwart. Politisch literarisches Tageblatt)
- Bergmilch 1843 als Wirkungen eines weißen Mantels (Wiener Zeitschrift für Kunst, Literatur, Theater und Mode)

Katzensilber (Kazensilber) ist die einzige Erzählung ohne Journalfassung.

## Ausgaben
- Adalbert Stifter: Bunte Steine
  - Bd. 1. Heckenast, Wigand, Pest u. Leipzig 1853. (Digitalisat und Volltext im Deutschen Textarchiv)
  - Bd. 2. Heckenast, Wigand, Pest u. Leipzig 1853. (Digitalisat und Volltext im Deutschen Textarchiv)
- Adalbert Stifter: Bunte Steine. Journalfassungen und Buchfassungen. Hrsg. von Helmut Bergner. Stuttgart u. a. 1982 (Adalbert Stifter: Werke und Briefe. Historisch-Kritische Gesamtausgabe. Hrsg. von Alfred Doppler und Wolfgang Frühwald, Bd. 2,1 und 2,2)
- Adalbert Stifter: Bunte Steine. Apparat und Kommentar. Hrsg. von Walter Hettche. Stuttgart u. a. 1995 (Adalbert Stifter: Werke und Briefe. Historisch-Kritische Gesamtausgabe. Hrsg. von Alfred Doppler und Wolfgang Frühwald, Bd. 2,3 und 2,4)
- Bunte Steine. Hrsg., Nachwort und Anmerkungen von Helmut Bachmaier. Reclam, Stuttgart 1994 u.ö., ISBN 3-15-004195-3.